# 크림 타타르인 강제이주
크림 타타르인 강제이주는 1944년 5월 18일에서 20일까지 소련 정부가 최소 191,044명의 크림 타타르인을 크림반도에서 중앙아시아로 강제이주시킨 사건이다. 작전은 NKVD 수장 라브렌티 베리야에 의해 기획되어 이오시프 스탈린의 명령을 받아 수행되었다. 3일 동안 NKVD 요원들은 집집마다 찾아다니며 총으로 위협하여 타타르인들을 가축 열차에 몰아넣고 봉쇄한 뒤 거의 3,200km 떨어진 우즈베키스탄의 외딴 지역으로 보냈다. 공식적으로는 일부 크림 타타르인이 나치 독일과 협력한 것에 대한 집단처벌이 구실로 들어졌으나 실제로는 당시 터키와의 영토분쟁 중 국경지역에 불안정한 소수민족을 남겨두고 싶지 않았던 인종청소의 의도였다. 7월 4일 NKVD가 공식적으로 스탈린에게 작전 완수를 보고했으며, 곧 한 부대가 아라바트 사취의 타타르인들을 추방하는 것을 잊었다는 것을 깨달은 NKVD는 추가 열차를 준비하는 대신 7월 20일 수백 명을 배에 태워 아조프해 한가운데서 침몰시켰다. 작전이 끝날 때쯤에는 크림반도에 타타르인이 한 명도 남아있지 않게 되었으며 이후 타타르계 지명을 슬라브식으로 바꾸는 등 그 흔적조차 지워버리려 했다.
1956년 니키타 흐루쇼프이 탈스탈린 기조에 따라 스탈린 시대 강제이주당한 여러 민족의 귀환을 허용했음에도 크림 타타르인에 대해서는 귀환 금지령을 해제하지 않았고, 수십 년이 지나 1980년대 말 페레스트로이카 시기가 되어서야 26만 명의 크림 타타르인이 크림반도로 귀환할 수 있었다. 1989년 11월 14일에야 소련 최고 소비에트에서 강제이주가 범죄로 규정되고 귀환 금지령이 무효 선언되었으나 어떠한 보상이나 귀환에 대한 조력도 이루어지지 않았다.

## 같이 보기
- 크림 타타르인
- 소련의 강제 이주
  - 체첸인과 인구시인의 강제이주
  - 메스헤티 튀르크인의 강제이주